# 機関車トーマス (絵本)
『機関車トーマス（汽車のえほん2）』（きかんしゃトーマス（きしゃのえほん2））（原題 : Thomas The Tank Engine）は、低学年の児童向け絵本シリーズ「汽車のえほん」の第2巻である。

## 概要
1946年10月18日にイギリスで発行されたウィルバート・オードリー牧師執筆による汽車のえほんシリーズの第2巻。4話の短編作品を収録。挿絵は当初レジナルド・ペインが担当したが、重版時にレジナルド・ダルビーの挿絵に差し替えられた。
ポプラ社から1973年11月に日本語訳が出版されていたが、2004年ごろ品切重版未定となり、2005年に新装改訂版が出版された。また、2010年12月にミニ新装版が発売された。

## 成立の過程
成立の過程は、汽車のえほんの中で詳述。
この巻では他の巻のダルビーの絵とタッチが異なり（他の巻と比較すると黒っぽくラフなタッチで、のちのケニーの絵に近い）、彼にしては珍しく機関車などの細部描写もリアルである（特に火室部分のカーブの描き方など）。これはダルビーが初版におけるペインの挿絵を、ほぼそのまま模写する形で描き直したためである。
このため、初版におけるペインの挿絵と、重版（現在の版）におけるダルビーの挿絵は大部分で一致するが、一部ダルビーにより変更された部分もある。例として「トーマスとゴードン」の5枚目の挿絵は、ペインによる挿絵ではトーマスが後ろを向き客車を引っ張っているのに対し、ダルビーによる挿絵ではトーマスが前を向き（客車の妻面に顔を向けて）バックで客車を引っ張っている。

## 収録作品
- トーマスとゴードン(Thomas and Gordon)
- トーマスの列車(Thomas' Train)
- トーマスと貨車(Thomas and Trucks)
- トーマスときゅうえん列車(Thomas and the Breakdown Train)

## 登場キャラクター
テレビシリーズの機関車紹介と重複する解説は省略、本巻の内容で特筆すべきものを紹介（きかんしゃトーマス・汽車のえほんのレギュラー機関車も参照）。
- トーマス：トーマスだけ最初から車体に1のレタリングがされているのは、クリストファーが持っているおもちゃのトーマスがそうだったからである。しかしそのまま「おもちゃのトーマス」を挿絵には使えないと判断したレジナルド・ペインは、ロンドン・ブライトン・アンド・サウスコースト鉄道の「クラスE2」をモデルにトーマスを描いた。列車種別標識灯の搭載位置がヘンリーの代走時にはきちんとおでこに変更されている。これは普通旅客列車を表す。エドワードの代走時はランボードの向かって左に一個。これは各駅停車の貨物列車を表す。
- ジェームス：初登場。赤に塗装変更される前の黒い塗装で登場し、この巻のみ目は円形に描かれている。木製のブレーキシューが燃えるという事故に見舞われるが、これはロンドン・ミッドランド・スコティッシュ鉄道のリッキー・インクラインで実際に起こったもの。
- ゴードン：列車種別標識灯の搭載位置がランボードの両側に一個ずつ、都合2個の時は急行列車。
- ヘンリー：本巻ではずっと不調で活躍なし。前巻のラストで塗装が変更されたため、青い塗装である。
- エドワード:トーマスと会話するが、本巻では目立った活躍なし。